# Eloeophila subaprilina
Eloeophila subaprilina är en tvåvingeart. Eloeophila subaprilina ingår i släktet Eloeophila och familjen småharkrankar.

## Underarter
Arten delas in i följande underarter:
- E. s. subaprilina
- E. s. yezoensis